# Dolmen des Pierres Blanches
Le dolmen des Pierres Blanches est situé à Castellane, dans le département français des Alpes-de-Haute-Provence.

## Protection
L'édifice est inscrit au titre des monuments historiques en 1994.

## Description
Le dolmen a été édifié à 1 249 m d'altitude en bordure d'un replat face à un large et magnifique panorama du nord au sud-ouest, ce qui ne semble pas fortuit. 
L'édifice et son cairn ont été construits en calcaire d'origine local, selon un axe sensiblement nord-sud, l'entrée face au sud. Son architecture le rattache au groupe des petits dolmens provençaux de l'est du Var et des Alpes-Maritimes.
La chambre est de petite taille (1,75 m de long sur 1,40 m de large), précédée d'un couloir moins large et plus bas. Elle est délimitée par une grande dalle de chevet au nord et par deux orthostates côté sud séparés d'un intervalle d'environ 0,30 m de large formant l'entrée. Les côtés ouest et est étaient probablement constitués de murets en pierres sèches, seuls le côté ouest a été restauré. L'ensemble est recouvert d'une unique table de couverture (2,80 m de long, 2,40 m de large, 0,40 m d'épaisseur, poids estimé 9,8 T). Le couloir est court (1,50 m), fermé à son extrémité par deux petites dalles. Il est comblé de pierres sèches et recouvert d'une unique dalle.
Il est difficile d'estimer le volume du cairn initial, ses pierres ayant été réutilisées ultérieurement «pour l'édification par les bergers et les agriculteurs de restanques et de murets en pierre sèche aux époques historiques».

## Fouille archéologique
Connu de longue date et utilisé comme abri par les bergers et les chasseurs, le dolmen avait été pillé antérieurement à la fouille archéologique réalisée en 2006 par l'équipe scientifique du Musée de Préhistoire des gorges du Verdon. Celle-ci a toutefois permis de localiser une couche de remplissage archéologique demeurée en place et d'y recueillir 415 os et fragments d'ossements humains, 82 éléments de parure, 2 armatures de silex, 18 plaquettes calcaires, 1 nodule de sulfure de fer et 10 micro-tessons de céramique. 
Bien que les ossements humains soient très fragmentés, leur étude montre que les individus inhumés étaient majoritairement adultes. Les éléments de parure sont constitués principalement de perles, de plusieurs types (circulaires plates, en tonnelet, à ailettes) et en divers matériaux (calcaire, test de coquillage et probablement en stéatite), de deux pendeloques et d'une ammonite pyriteuse percée. Les micro-tessons de céramique sont probablement d'origine extérieure et postérieure aux inhumations.
La fouille a mis au jour un grand nombre de galets calcaires de petites dimensions retrouvés au niveau de la couche la plus ancienne. Compte tenu du contexte géologique, ces galets ne peuvent correspondre à un dépôt naturel.

## Datation
«La typologie du dolmen, les perles à ailettes, la techno-typologie des armatures et le contexte régional du mégalithisme, plaident pour une attribution de la construction et des niveaux les plus anciens du dolmen au Néolithique final. Un âge de l'ordre de 2 500 av. J.-C. est une hypothèse de travail plausible». 